# Decathlon
Decathlon – międzynarodowa sieć wielkopowierzchniowych francuskich sklepów branżowych oferujących odzież, artykuły, akcesoria, suplementy, wyposażenie i sprzęt sportowy dla 86 dyscyplin sportu. Przedsiębiorstwo założył francuski przedsiębiorca, Michel Leclercq, w Villeneuve-d’Ascq 27 lipca 1976 roku. Jego strategia biznesowa opiera się przede wszystkim na markach własnych („Passions Brands”, czyli Marki-Pasje) oraz na systematycznym rozszerzaniu portfolio przedsiębiorstwa poprzez przejmowanie znanych zagranicznych i krajowych marek sportowych. Dynamiczny rozwój przedsiębiorstwa sprawił, że w ciągu ostatniej dekady (2008-2018) Decathlon podwoił swoje obroty netto. W roku 2008 wyniosły one 4,9 miliarda euro, a w roku 2016 został osiągnięty wynik 10 miliardów euro. W roku 2018 Decathlon zwiększył po raz kolejny swoje obroty netto osiągając tym razem 11,3 miliarda euro.

## Działalność
Decathlon jest drugim co do wielkości sprzedawcą artykułów sportowych. Światowa ekspansja Decathlonu na rynkach zagranicznych rozpoczęła się 10 lat po jego założeniu od rynku niemieckiego w 1986. Następnie dołączyły Hiszpania w 1992, Włochy w 1998, Portugalia i Wielka Brytania w 1999 oraz Brazylia i Polska w 2001. Kolejnymi państwami były Chiny w 2003, Indie w 2009, Tajwan i kraje południowo-wschodniej Azji w 2012, Hong Kong w 2013, Malezja w 2016, Południowa Afryka, Filipiny, Australia w 2017, Kanada w 2018 oraz Wietnam, Malta i Serbia w 2019.
W końcu 2018 przedsiębiorstwo rozbudowało swoje sieci handlowe w 54 krajach i regionach całego świata i zatrudnia obecnie 87 tys. pracowników z 80 różnych krajów w ponad 1600 sklepach.

### Marki

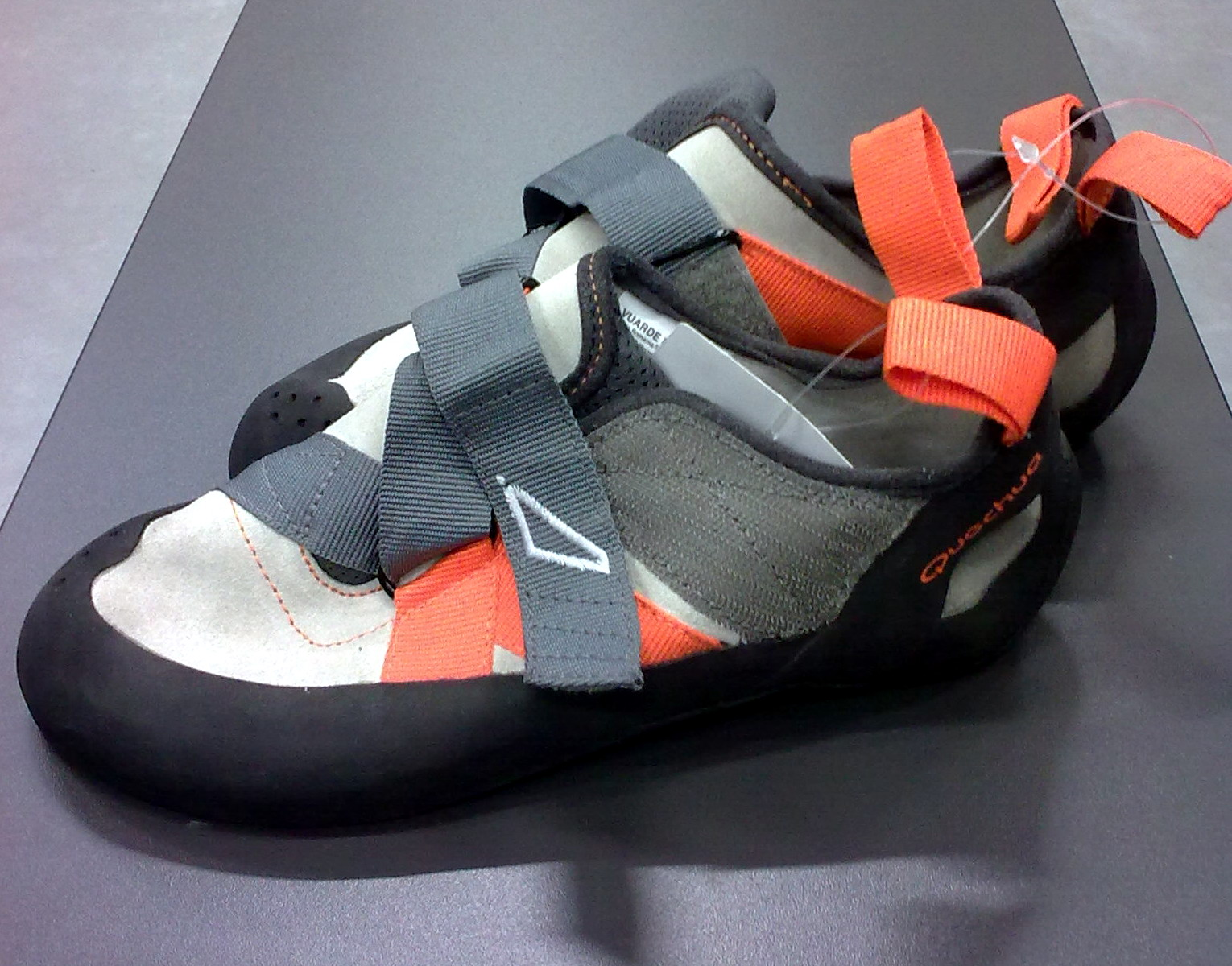
Buty do wspinaczki marki Quechua

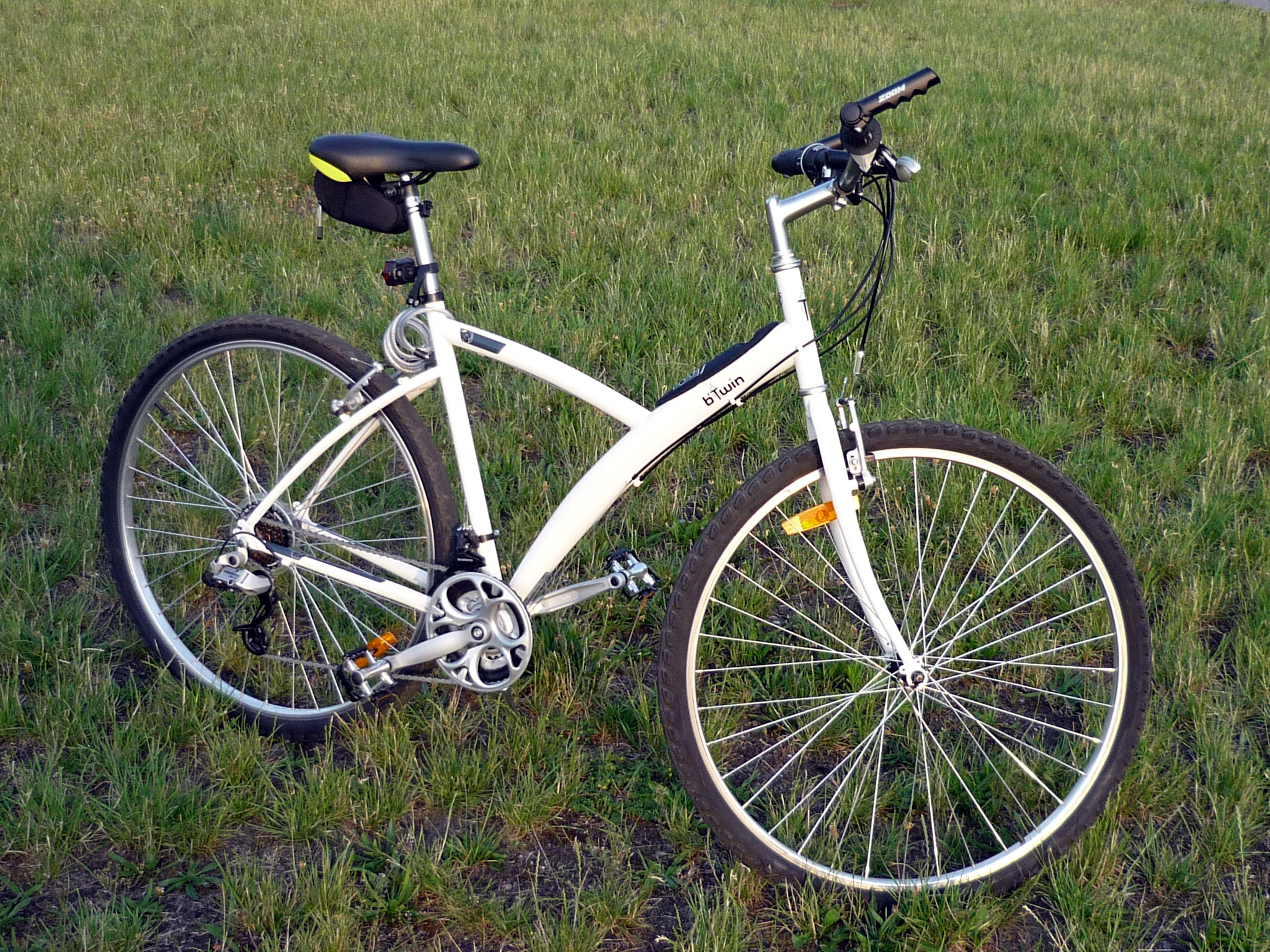
Rower marki B’Twin

Strategia handlowa Decathlonu opiera się na sprzedaży artykułów własnych marek takich jak:
- Allsix (siatkówka)
- Aptonia (triathlon, odżywianie)
- Artengo (tenis ziemny)
- Atorka (piłka ręczna)
- B’Twin (kolarstwo)
- Caperlan (wędkarstwo)
- Copaya (siatkówka plażowa)
- Domyos (sprzęt i odzież fitness)
- Forclaz (trekking)
- Fouganza (jazda konna)
- Geologic (sporty precyzyjne)
- Geonaute (elektronika, orientacja w terenie)
- Inesis (golf)
- Itiwit (sporty wodne z użyciem wiosła)
- Kalenji (bieganie)
- Kiprun (bieganie)
- Kipsta (piłka nożna)
- Nabaiji (pływanie)
- Newfeel (chodzenie)
- Offload (rugby)
- Olaian (stroje kąpielowe)
- Oxelo (hokej, rolki, deskorolki, hulajnogi)
- Perfly (badminton)
- Pongori (tenis stołowy)
- Quechua (turystyka, narciarstwo biegowe)
- Simond (wspinaczka)
- Solognac (myślistwo)
- Subea (nurkowanie)
- Tarmak (koszykówka)
- Tribord (żeglarstwo)
- Wed’ze (sporty zimowe).

### Decathlon w Polsce
Pierwszy sklep sieci Decathlon został otwarty w Polsce w 2001 w warszawskiej dzielnicy Targówek. W 2019 roku w Polsce istniało ponad 50 sklepów dających zatrudnienie 3500 osobom. Polski Decathlon ma swojej ofercie produkty 24 marek własnych przedsiębiorstwa..
W czerwcu 2019 roku został otwarty w Olsztynie w pełni niezależny energetycznie sklep wyposażony w panele fotowoltaiczne i turbiny wiatrowe wytwarzające rocznie 8620 kWh energii elektrycznej. Sklep wyposażony jest także w system pozyskiwania wody deszczowej, energooszczędne oświetlenie LED w całym sklepie oraz w system BMS pozwalający na inteligentne zarządzanie budynkiem i energooszczędne sterowanie ogrzewaniem i oświetleniem.

### Kontrowersje
Po rozpoczęciu inwazji Rosji na Ukrainę (2022), mimo której Decathlon (w przeciwieństwie do wielu innych sieci) nie zawiesił działalności w Rosji, doszło do bojkotu sieci sklepów Decathlon w Polsce i Europie. 29 marca 2022 Decathlon poinformował o zawieszeniu działalności w Rosji, tłumacząc ten krok problemami z zapewnieniem dostaw.